# Openbare wasplaats

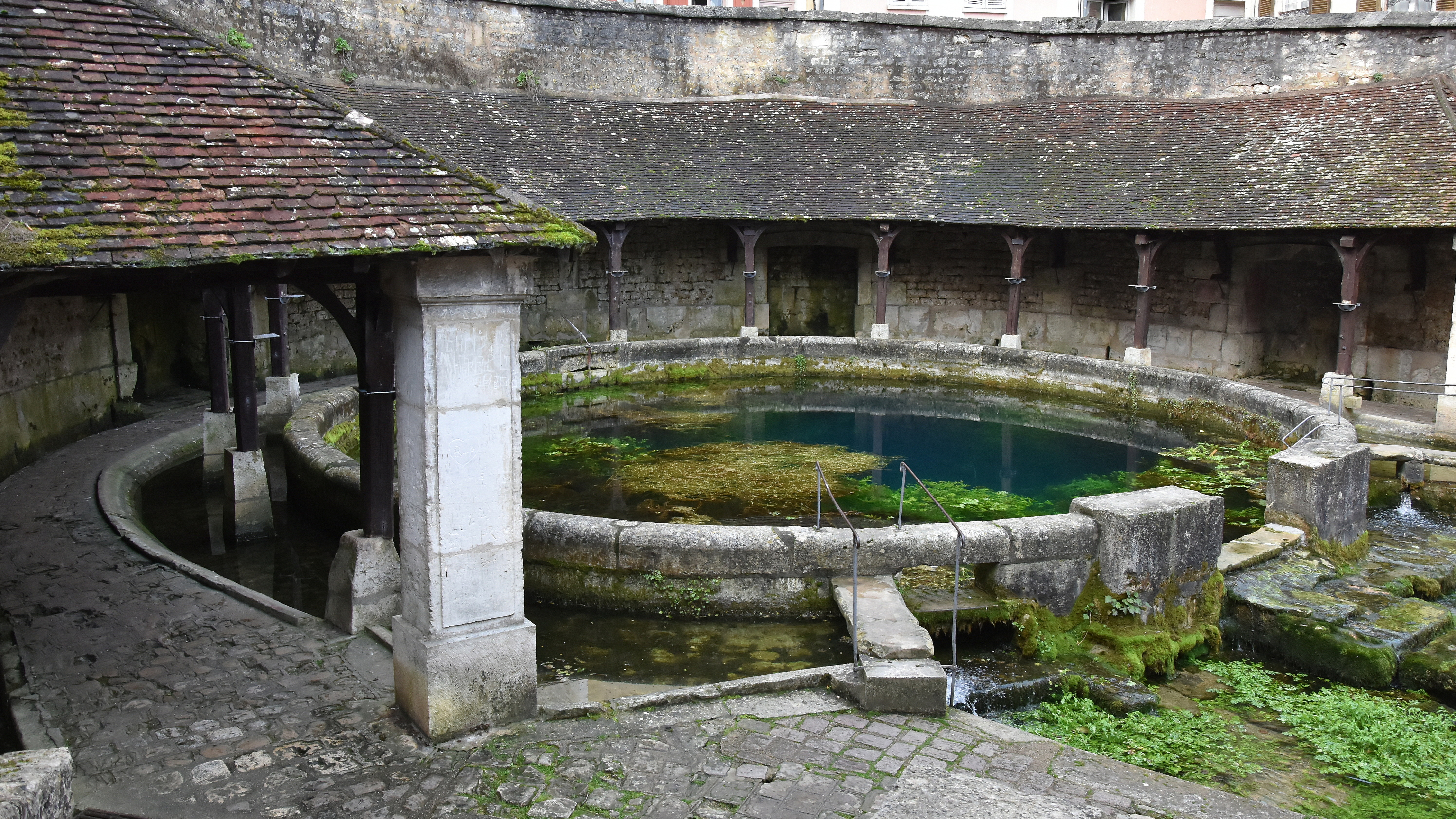
Fosse Dionne te Tonnerre

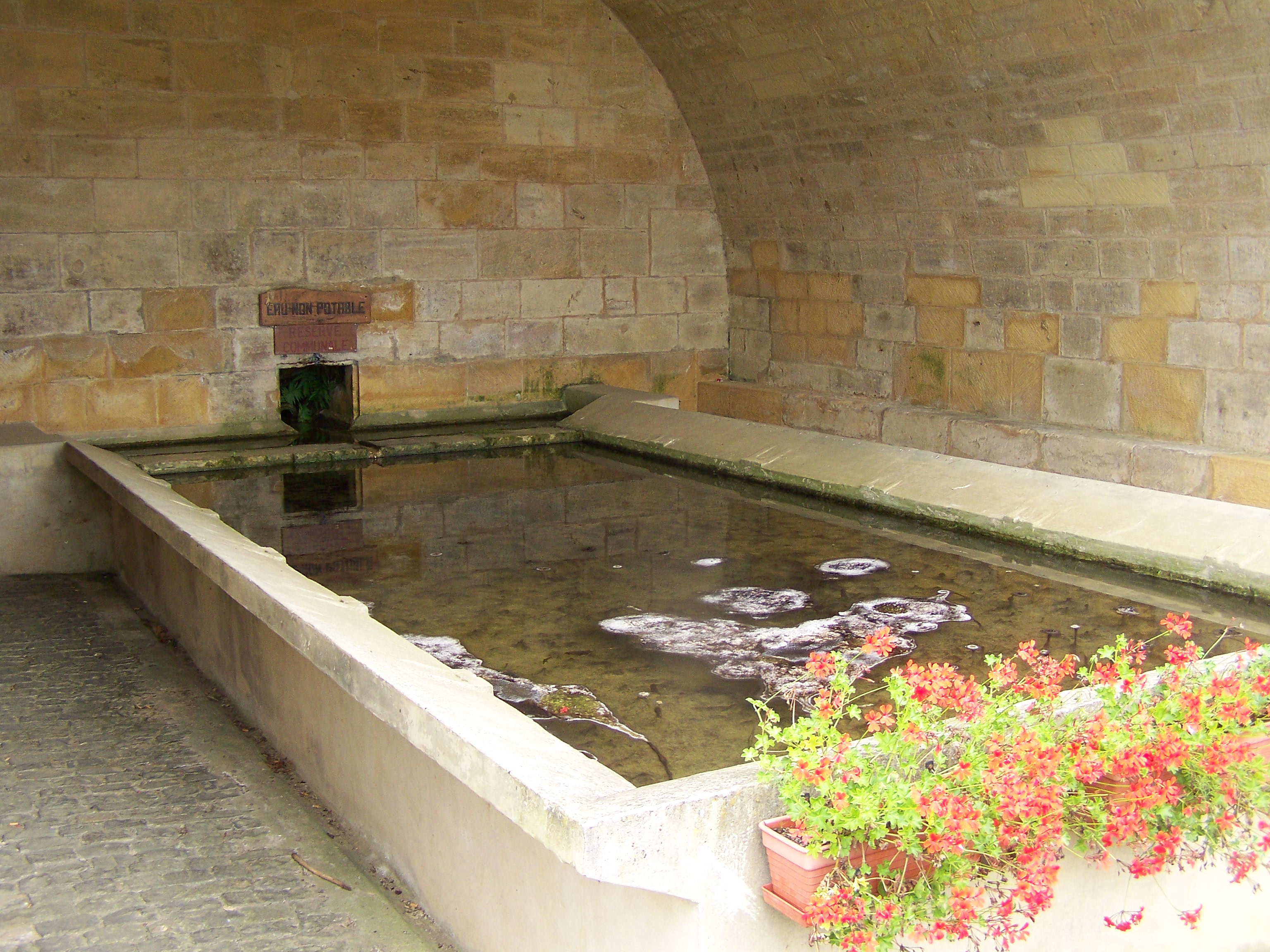
Wasplaats in Chenières

Een openbare wasplaats (Frans: bassin public) of lavoir is een openbare ruimte waar de was gedaan kan worden, vaak gelegen bij rivier of bron.

## Situatie in Frankrijk
Hoewel openbare wasplaatsen ook al voor de 18e eeuw bestonden, op verschillende plaatsen in Europa, namen deze in Frankrijk met name na de Franse Revolutie een hoge vlucht. Voor die tijd was veel van nature stromend water, en in het bijzonder de bronnen, niet algemeen toegankelijk. Bovendien was wassen minder gebruikelijk. Nadat duidelijk werd dat wassen een rol kon spelen bij de bevordering van de hygiëne en het terugdringen van ziektes, werden in Frankrijk van overheidswege initiatieven genomen door wetten uit te vaardigen en gelden beschikbaar te stellen. Vooral in de 19e eeuw gingen gemeenten over tot het stichten van openbare wasplaatsen in de vorm van kleine bouwwerken, de lavoirs. Vanwege de vorm die vaak aan een huis doet denken, worden deze ook wel openbaar washuis genoemd.
Een lavoir bestond meestal uit een of enkele grote wasbakken en een dak om te kunnen schuilen. Veel Franse gemeentes kregen ten minste één openbare wasplaats, maar ook buiten Frankrijk treffen we dergelijke lavoirs aan. Zo vinden we in België (bijvoorbeeld in Chiny en Tronquoy) en Nederland (bijvoorbeeld in Noorbeek) wasplaatsen. Er zijn verschillende variaties op de wasplaats ontstaan, bijvoorbeeld boten die als wasplaats fungeerden in sommige grotere steden, de bateaux-lavoirs, en de combinatie van een gemeentehuis en wasplaats, de marie-lavoir.
De wasplaatsen waren doorgaans alleen voor vrouwen toegankelijk. Hoewel het wassen vaak een zwaar karwei was, had de lavoir ook een meer aangename, sociale functie. Alleen hier kwamen vrouwen samen en konden wetenswaardigheden uitgewisseld worden.
Een speciale vorm van openbare wasplaats is het wasschip, dat ook in Nederland voorkwam.
In de loop van de tijd, met de opkomst van waterleiding en riolering verloren de openbare wasplaatsen hun functie en zijn er talloze verdwenen. In Frankrijk behoren veel wasplaatsen echter tot het cultuurhistorisch erfgoed. Ook de wasplaatsen in België en Nederland hebben vaak de status van monument.
Wel ontstonden openbare washuizen in de 19e eeuw, en wasserettes in de 20e eeuw, die een vergelijkbare functie vervulden.

## Galerij

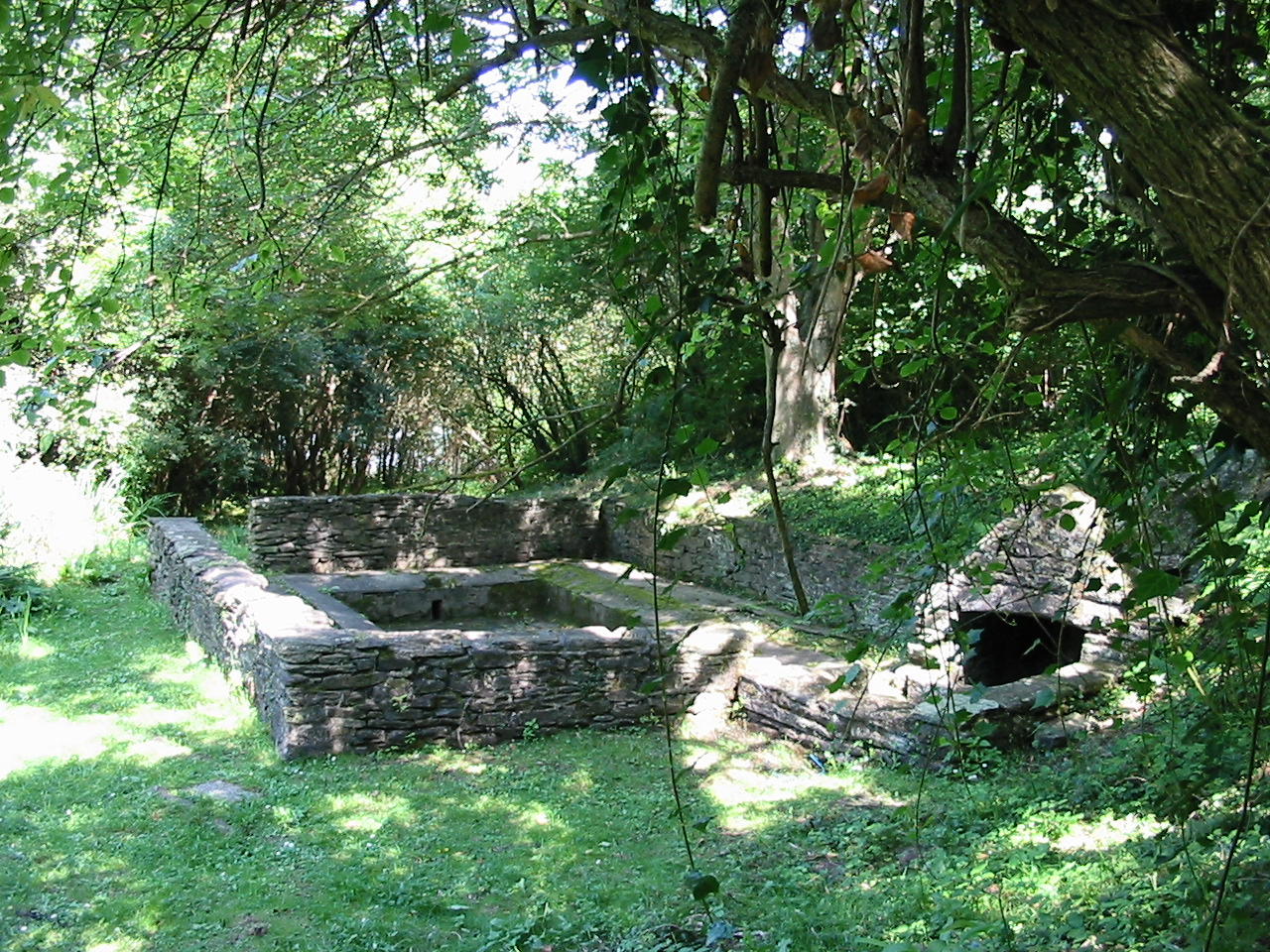
Lavoir op Groix
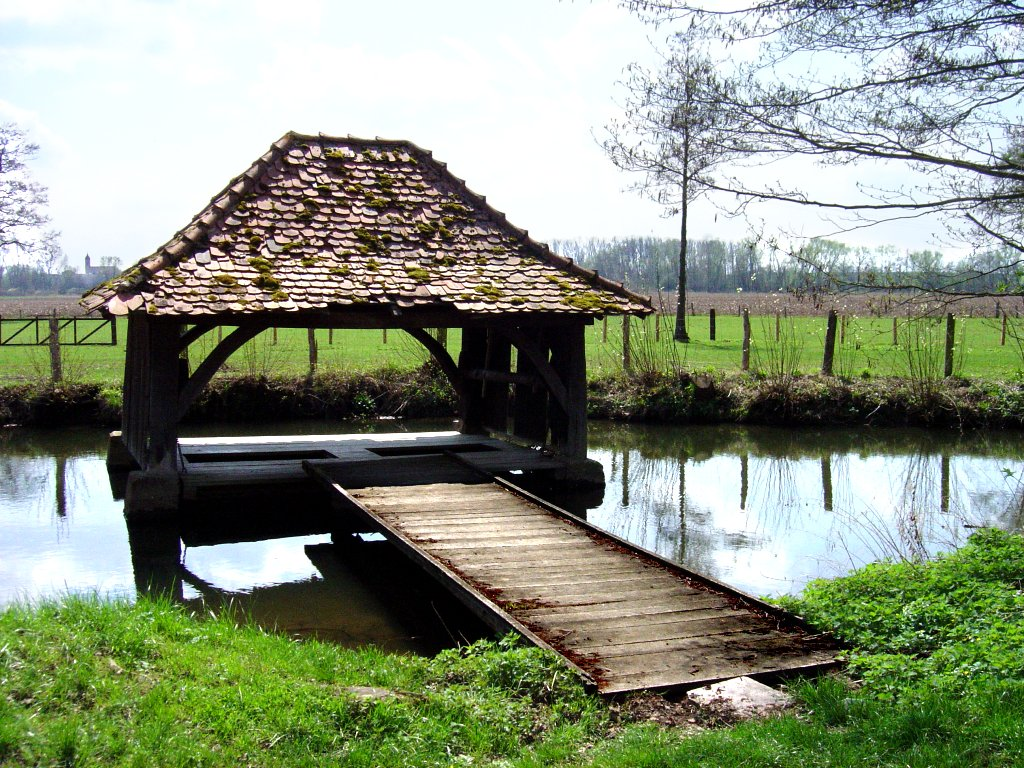
Lavoir in Gunstett
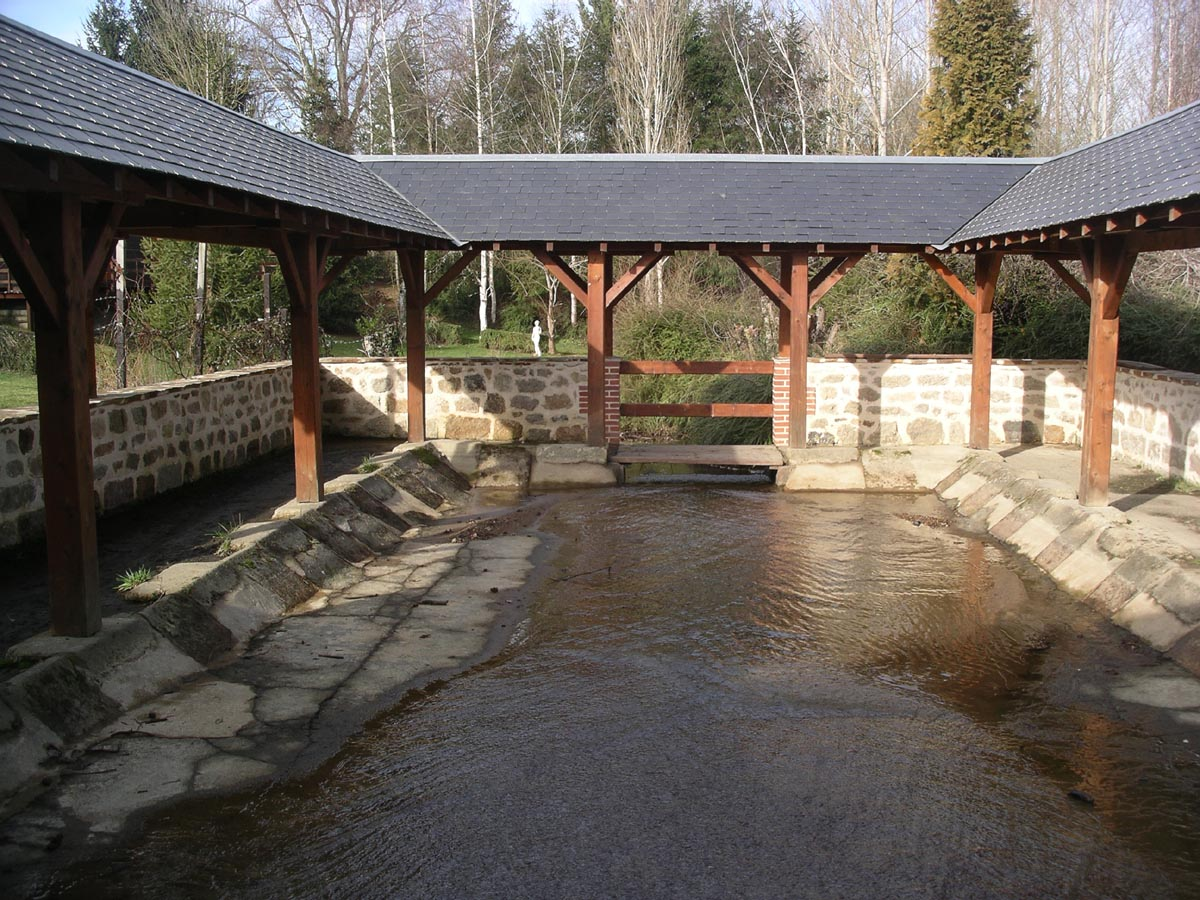
Gerestaureerde lavoir in Bonnat
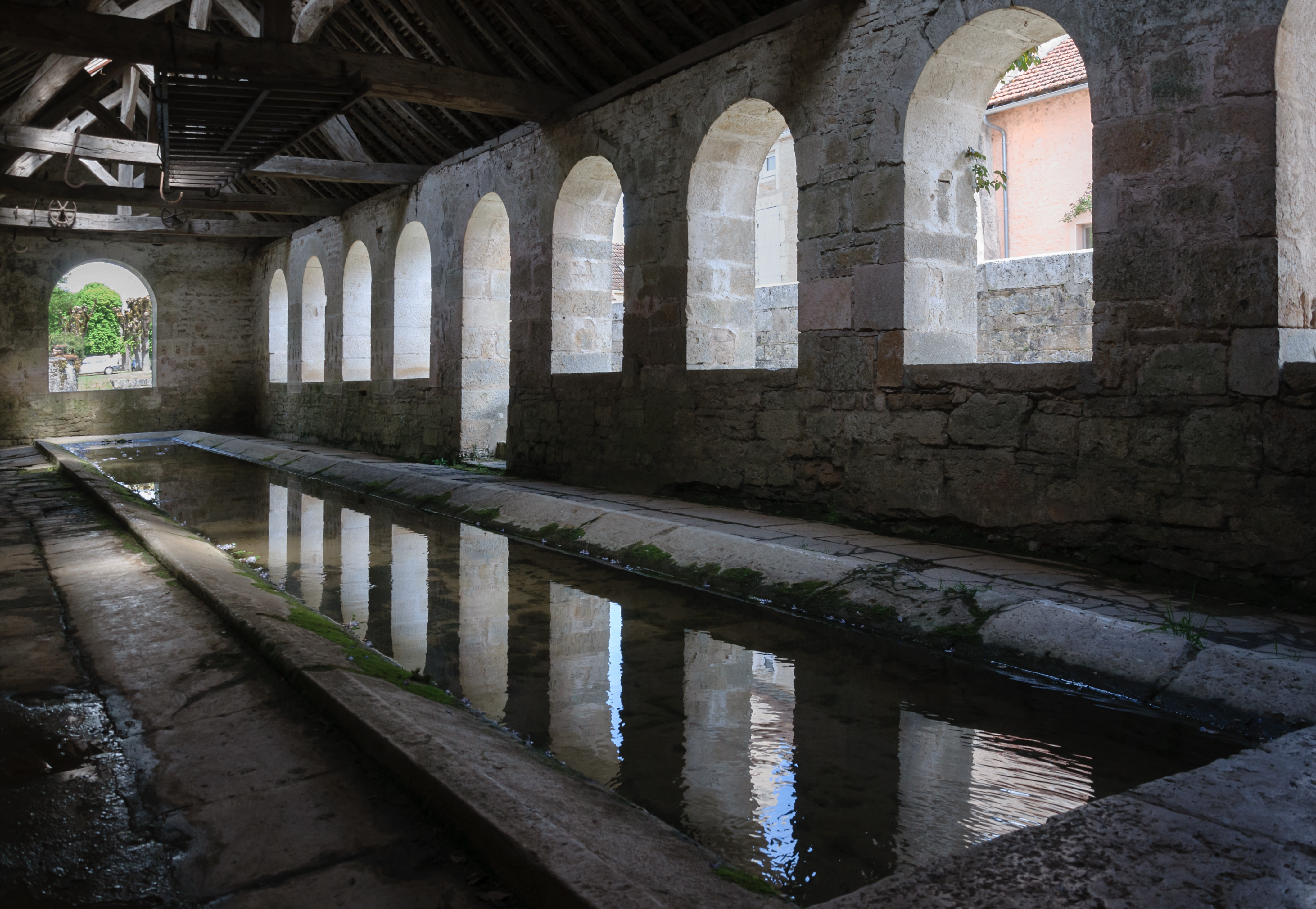
Lavoir in Noyers
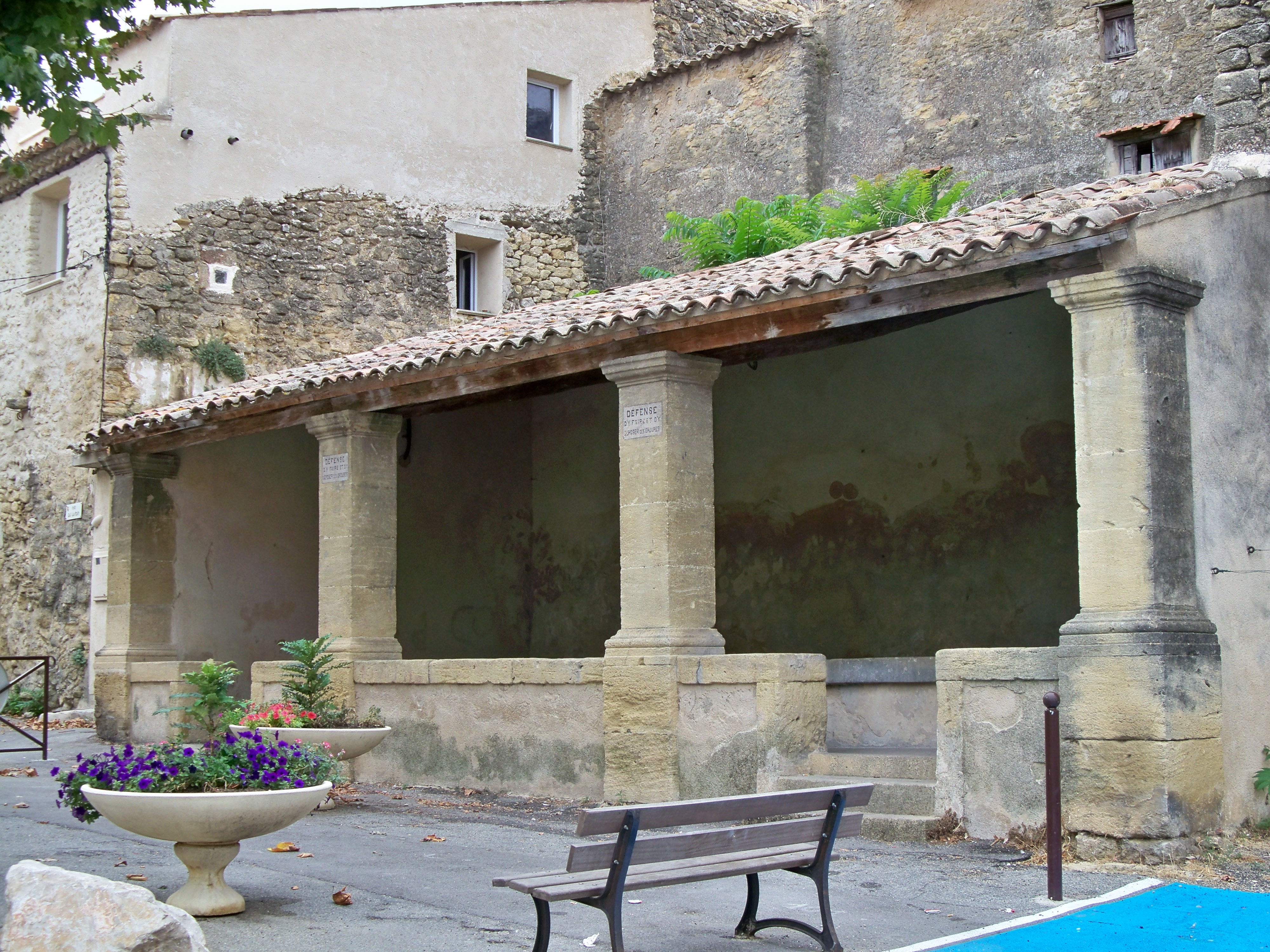
Lavoir in Lauris
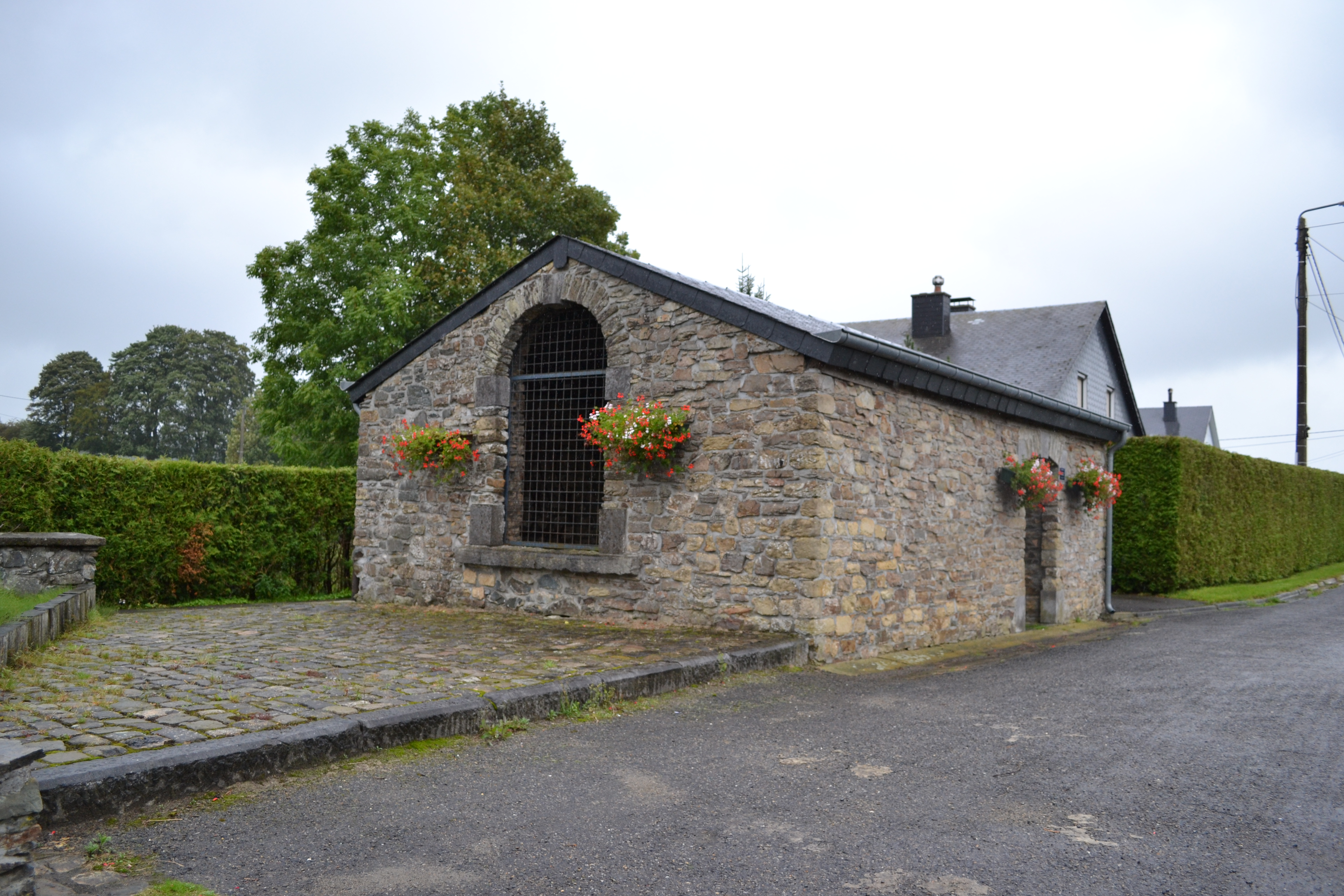
Lavoir in Tronquoy
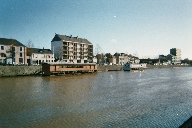
Bateaux-lavoirs in Laval
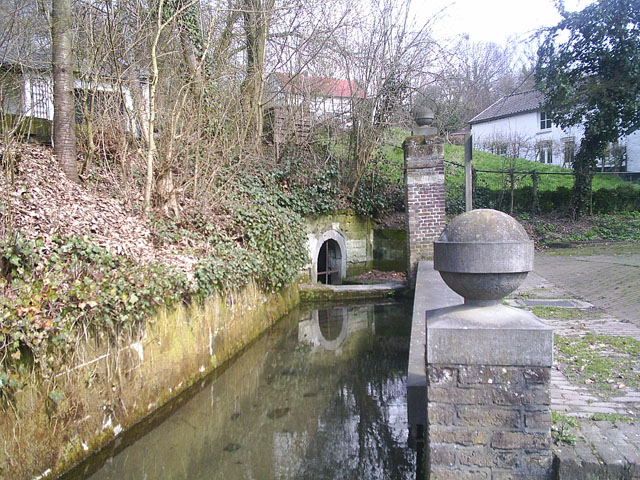
Wasplaats in Noorbeek
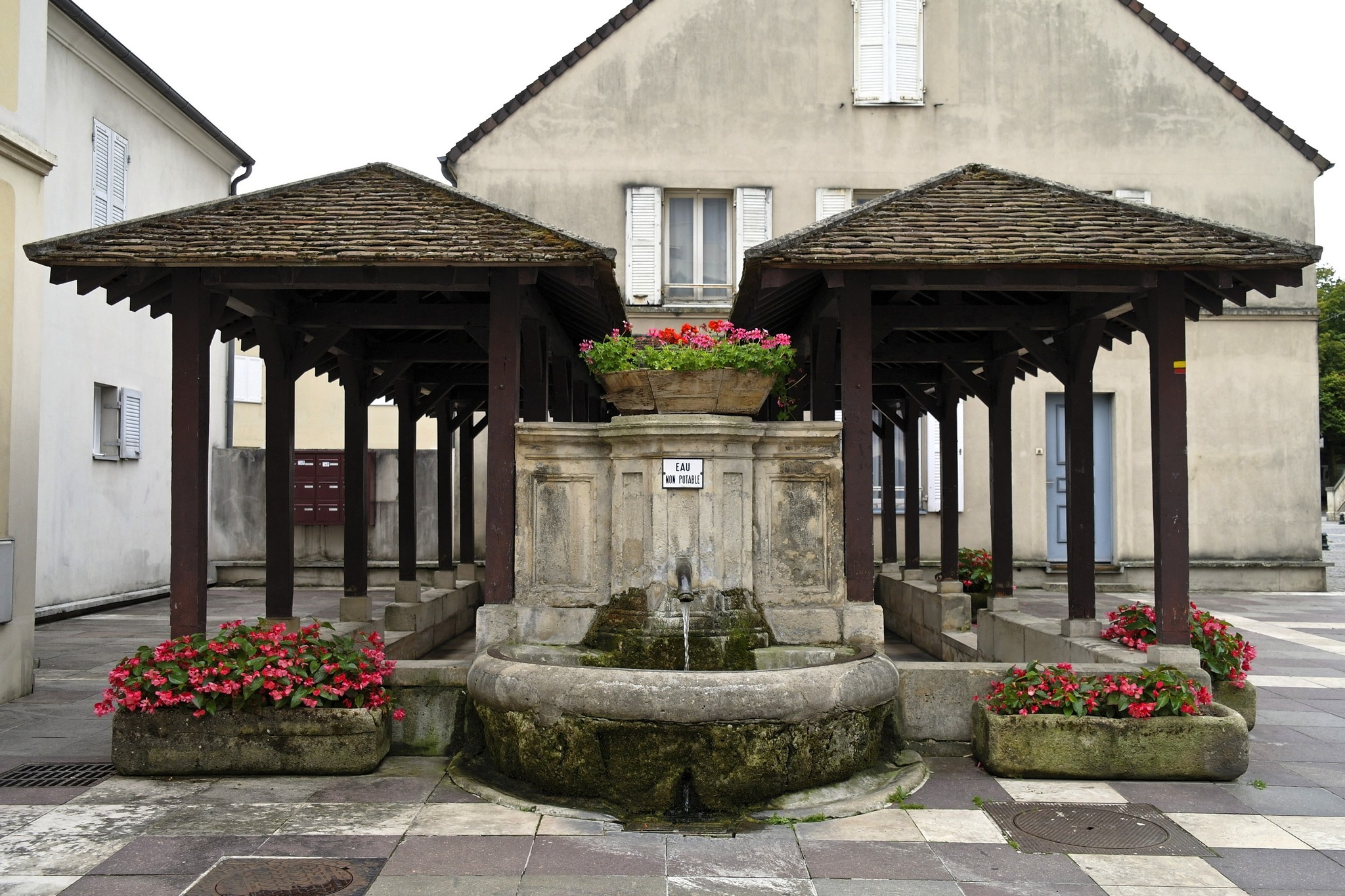
Wasplaats in Thiais
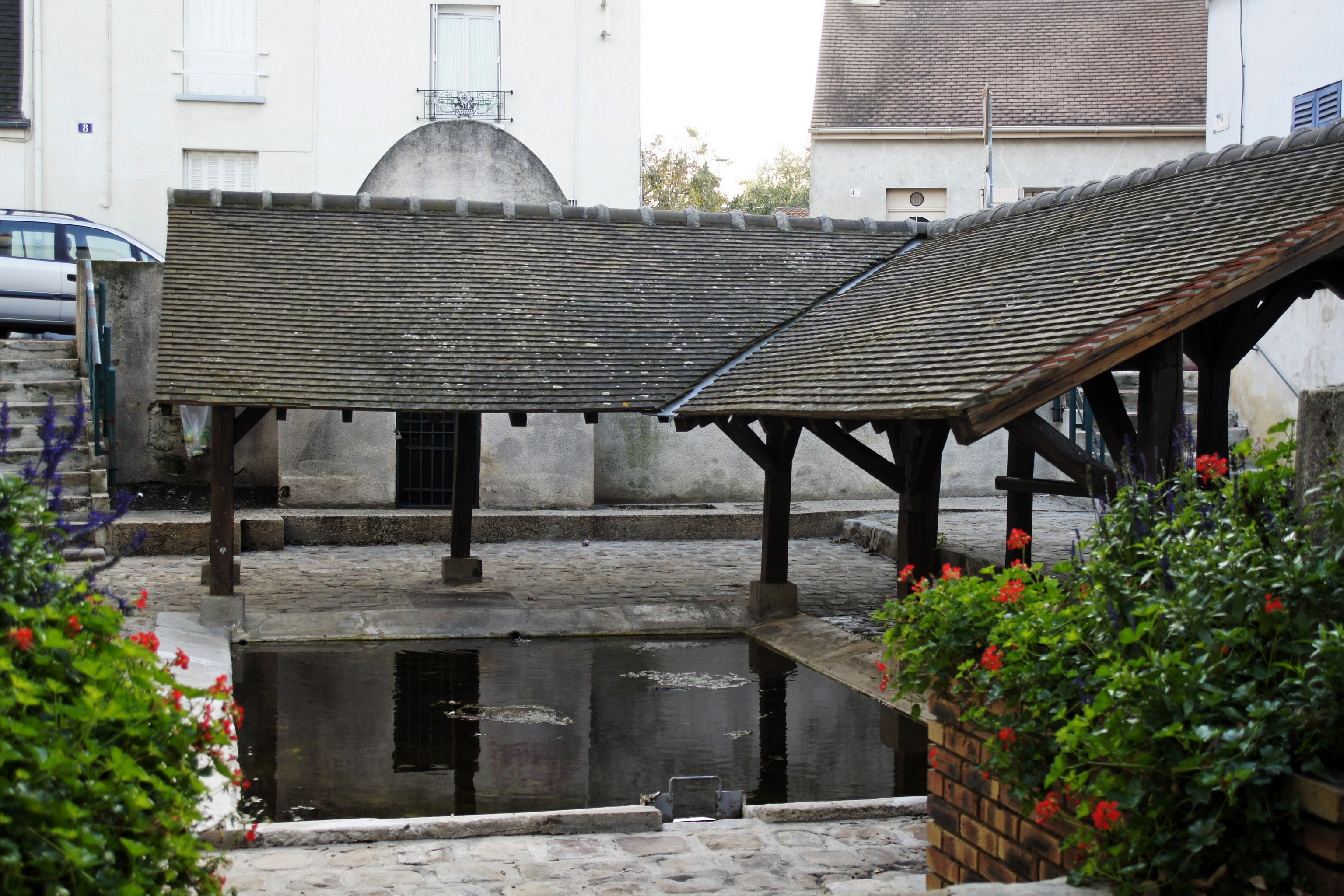
Wasplaats in Wissous